# Секач (инструмент)
Секачът е ръчен инструмент, който се използва за отсичане и обработка на различни материали като камък или метал. Представлява стоманен инструмент, който има закалена остра режеща част и незакалена повърхност за нанасяне на удари с чука.